# Bernard de Montfaucon

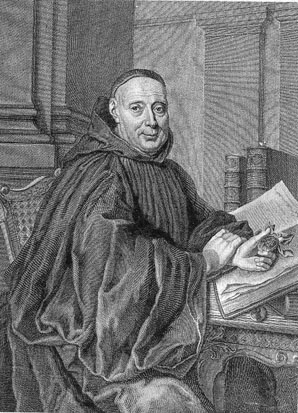
Bernard de Montfaucon

Don Bernard de Montfaucon (* 16. Januar 1655 in der Burg von Soulatgé im Languedoc, Frankreich; † 21. Dezember 1741 in Paris) war ein französischer Gelehrter und Paläograph.

## Leben
Bernard war adeliger Herkunft. Schon früh zeigte sich sein Interesse an alten Schriften. Als Jugendlicher las er eine französische Übersetzung der Vitae des Plutarch. 1672 trat er in die Kadettenschule von Perpignan ein, um die militärische Laufbahn einzuschlagen. Er diente  zwei Jahre in der Armee von General Henri de Turenne in Deutschland. Nach einer schweren Erkrankung trat er jedoch 1676 dem Benediktinerorden bei und erlernte in kurzer Zeit die griechische Sprache. In der Folge studierte er Hebräisch, Syrisch, Chaldäisch, Koptisch und beschäftigte sich mit Numismatik.

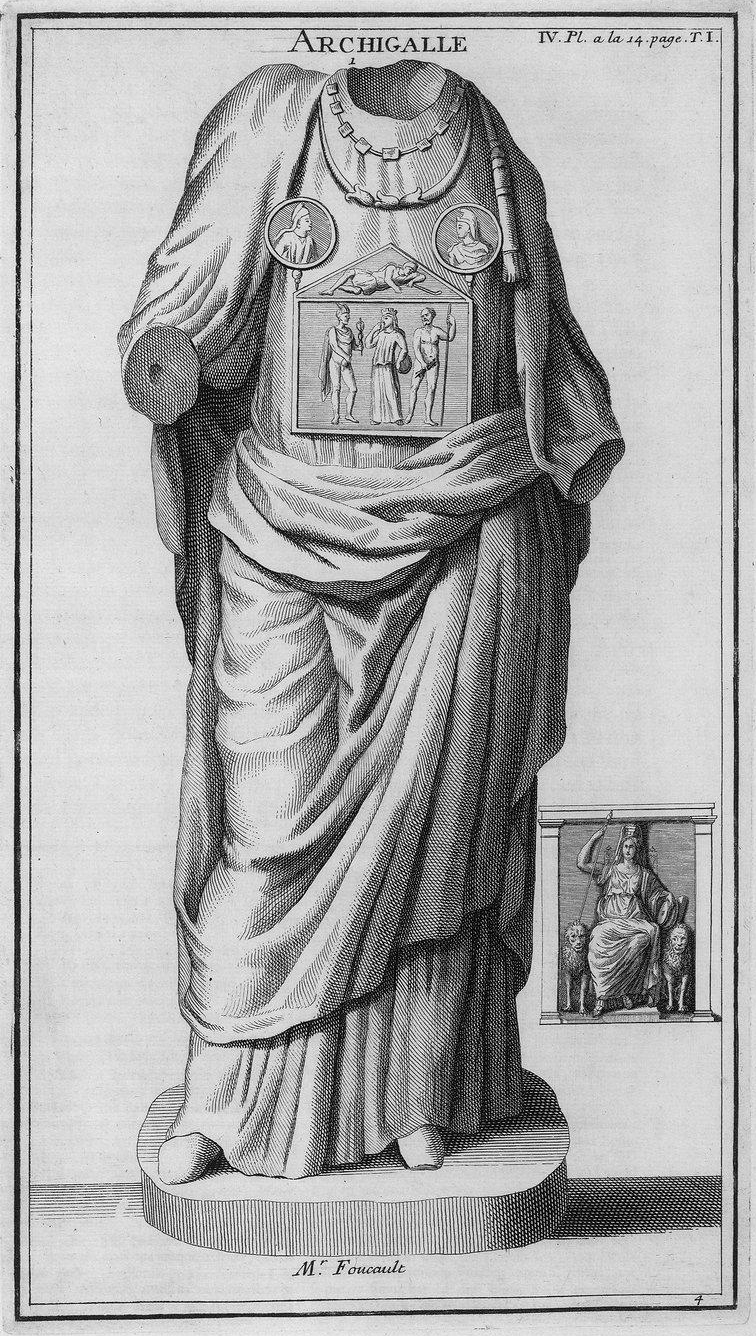
Abbild eines Priesters des Kybelekults, aus: L’Antiquité expliquée et représentée en figures

Bernard de Montfaucon wurde 1687 in das Kloster St. Germain-des-Prés (Paris) gerufen und arbeitete unter der Führung von Jean Mabillon an einer Edition der griechischen Kirchenväter mit. 1694 wurde er zum Kurator der Münzsammlung ernannt. Zwischen 1698 und 1701 begab er sich im Auftrag der Mauriner nach Italien, wo er alte Handschriften studierte. Dabei machte er auch Bekanntschaft mit Lodovico Antonio Muratori in Mailand und Papst Innozenz XII. in Rom. Als Ergebnis seiner Reisen veröffentlichte er bis 1718 unter anderem die Werke von Athanasius, Origenes und Johannes Chrysostomos, weiterhin veröffentlichte er 1739 einen umfangreichen Katalog der Handschriften der wichtigsten europäischen Bibliotheken. Mit „L’Antiquité expliquée et représentée en figures“ (1719) kommentierte er 1120 Bildtafeln antiker Kunstwerke und anderer archäologischer Fundstücke. In „Les monumens de la Monarchie françoise“ (1733) kommentierte er französische Monumente, darunter auch den erst wenige Jahre zuvor dank seiner wiederentdeckten Teppich von Bayeux.
1708 veröffentlichte Bernard de Montfaucon die „Palaeographia graeca“, ein Lehrbuch zu alten griechischen Schriften. Dazu hatte er über 11.000 Handschriften untersucht. Er gilt somit als Begründer der griechischen Paläographie. 1719 wurde Montfaucon zum Ehrenmitglied der Académie des inscriptions et belles-lettres erhoben.
Er ist in der Chapelle de la Vierge von Saint-Germain-des-Prés neben Jean Mabillon beigesetzt.

## Schriften (Auswahl)
- mit Anderen: Analecta græca sive varia opuscula græca hactenus non edita. Band 1[1]. Martin u. a., Paris 1688, (Digitalisat).
- als Herausgeber mit Anderen: S. Athanasii opera omnia. 2 (in 3) Bände. Anisson, Paris 1698.
- Diarium italicum. Sive Monumentorum veterum, Bibliothecarum, Musæorum, &c. Anisson, Paris 1702, (Digitalisat).
- Collectio nova patrum et scriptorum græcorum. 2 Bände. Rigaud, Paris 1706, (Digitalisate: Band 1, Band 2).
- Palæographia græca. Guerin u. a., Paris 1708, (Digitalisat).
- Hexaplorum Origenis quæ supersunt. 2 Bände. Guerin u. a., Paris 1713, (Digitalisate: Band 1, Band 2).
- Bibliotheca Coisliniana, olim Segueriana. Guerin u. a., Paris 1715, (Digitalisat).
- L’Antiquité expliquée et représentée en figures. 15 Bände. , Paris 1719–1724, (Digitalisate).
- Les monumens de la Monarchie françoise. 5 Bände. Gandouin u. a., Paris 1729–1733, (Digitalisate).
- S. I. Chrisostomi opera omnia. 13 Bände. Guerin u. a., Paris 1718–1738.
- Bibliotheca bibliothecarum manuscriptorum nova. 2 Bände. Briasson, Paris 1739, (Digitalisate: Band 1, Band 2).